# غضروفی‌استخوان
غضروفی‌استخوان (نام علمی: Chondrosteus) نام یک سرده از راسته تاس‌ماهی‌سانان است.